# VizieR
VizieR este un serviciu de cataloage astronomice administrat de Centre de données astronomiques de Strasbourg (CDS). Este o sursă importantă de date astronomice și face parte din Astrophysical Virtual Observatory.

## Istorie
VizieR are originea în European Space Information System Catalogue Browser (ESIS) fondat în 1993. Mai întâi destinat doar comunității științelor spațiale, proiectul ESIS ia o tangentă asemănătoare cu aceea a viitorului World Wide Web, devenind o bază de date în rețea.
ESIS a fost transferat la CDS și a devenit VizieR în 1996. 
În februarie 2019, reunea 18.300 de cataloage.